# ランド・セキュリティーズ
ランド・セキュリティーズ・グループ（英: Land Securities Group plc）は、イギリス・ロンドンに本拠を置く不動産投資（REIT）・管理会社。ロンドン都市圏のオフィス不動産を中心に、イギリス各地のショッピングセンター、レジャー施設や住宅などに投資している。ロンドン証券取引所上場企業（LSE: LAND）。

## 沿革
1944年2月、Harold Samuelが、ケンジントンの3軒の家屋と政府資産の取得からLand Securities Investment Trust Limitedを設立しスタート、1946年にいくつかの資産を得たのち1947年から、ウエスト・エンド周辺の商業用不動産に集中投資を開始した。1950年には資産が設立時の60倍となり、ロンドンのオフィスを中心とする不動産を続々と購入、1955年にイングランド各地のショッピングセンターの不動産を多く保有するRavensfield Investment Trustを買収した。1960年代後半には、マンチェスターやグラスゴーなどの産業用不動産へ事業を拡大するが、1970年代に不動産不況が深刻化したため、資産の整理と経営体制の再編が行われ、1980年代には大規模なショッピングセンター用地の購入を再開した。初期は海外の不動産も購入していたが、1971年に売却整理して以降はイギリス国内に投資を集中させている。1982年に社名をLand Securities plcに変更した。
2004年11月、イギリス不動産大手のセグロへの産業用不動産売却と引き換えに、同社の商業用物件を買収した、2007年1月、不動産投資信託（REIT）を中心とした事業体制への転換を行った。2017年8月、自社ブランド名としてLandsecの呼称を使用している。
保有資産中、オフィス不動産が過半数を占め、商業不動産が3割強となっている。なお、ランド・セキュリティーズ・グループは、ロンドンの繁華街・ピカデリーサーカスのネオンサイン・街頭ディスプレイの保有企業である。

## 主な保有不動産
オフィスビル
- Portland House（シティ・オブ・ウェストミンスター）
- Cardinal Place（ロンドン）

ショッピングセンター・アウトレット
- One New Change（シティ・オブ・ロンドン）
- O2 Centre（ロンドン）
- Southside Wandsworth（ワンズワース）
- West 12（シェパーズ・ブッシュ）
- Lewisham Shopping Centre（ルイシャム）
- Westwood Cross Shopping Centre（サネット）
- Bluewater Shopping Centre（ケント州）
- Gunwharf Quays（ポーツマス）
- Westgate Shopping Centre（オックスフォード）
- Lakeside Shopping Centre（エセックス）
- The Galleria（ハートフォードシャー）
- Priory Square（バーミンガム）
- Bentley Bridge Leisure Park（ウルヴァーハンプトン）
- Trinity Leeds（リーズ）
- White Rose Shopping Centre（リーズ）
- Team Valley Retail World（ゲーツヘッド）
- St David's（カーディフ）